# Tu me manques
Tu me manques é um filme boliviano de 2019, do gênero drama, escrito e dirigido por Rodrigo Bellott. 
O filme teve sua première mundial em 27 de julho de 2019, no festival Outfest, em Los Angeles, nos Estados Unidos.
Foi selecionado como representante da Bolívia na tentativa de uma indicação ao Oscar de melhor filme estrangeiro na edição de 2020.

## Sinopse
O filme narra a história de Jorge, um pai que após o suicídio de seu filho Gabriel, decide viajar de Santa Cruz de la Sierra até Nova York para se encontrar com Sebastian, o namorado de Gabriel, a quem, segundo Jorge, foi o responsável pelo suicídio de seu filho.

## Elenco
- Oscar Martínez como Jorge
- Rossy de Palma como Rosaura
- Fernando Barbosa como Sebastian
- Rick Cosnett como Chase
- Dominic Colón como Alonso
- Jose Duran como Gabriel (1)
- Ben Lukovski como Gabriel (2)
- Quim del Rio como Gabriel (3)
- Luis Gamarra como Gabriel (4)